# 동물성 플랑크톤

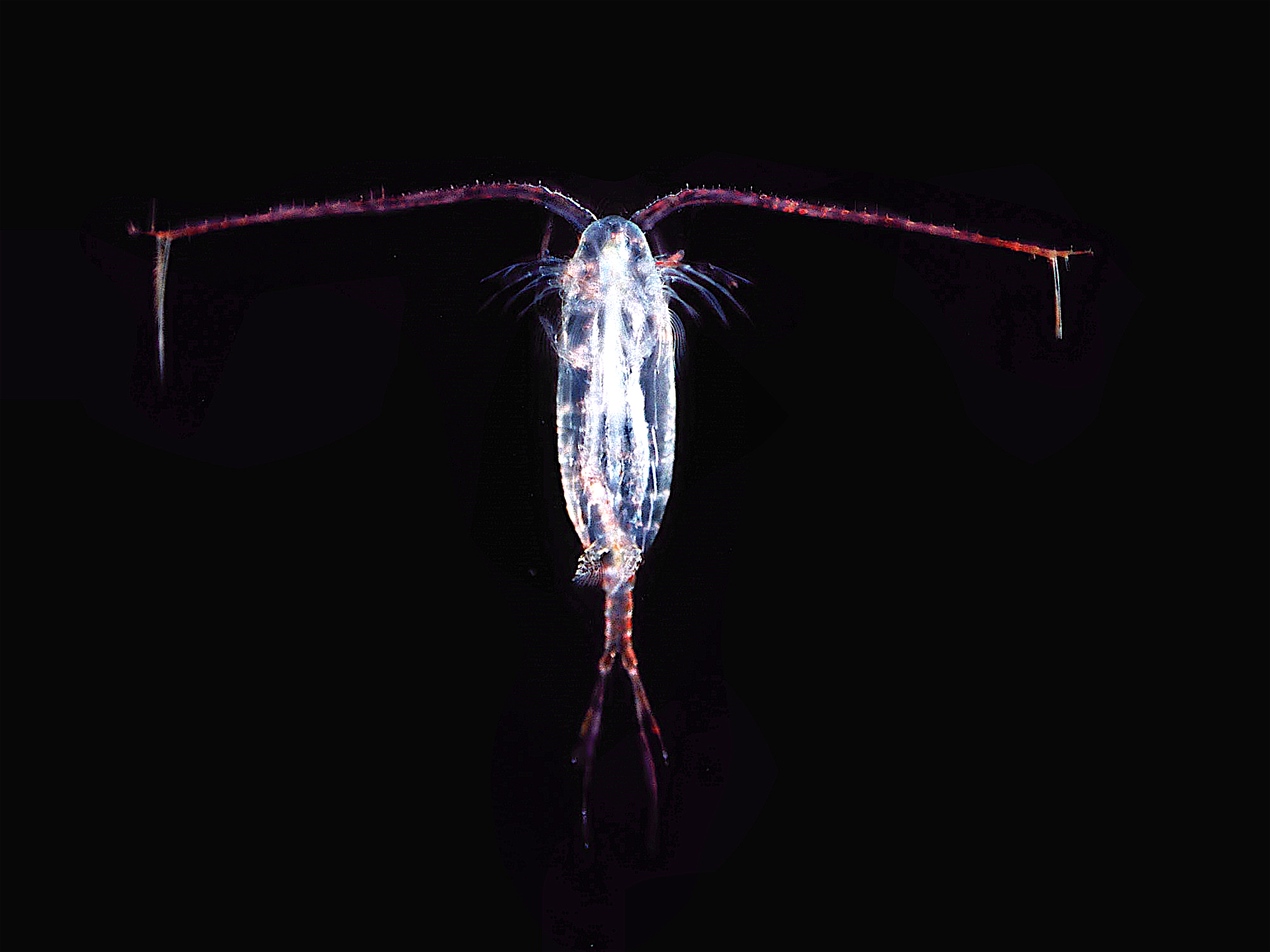
요각류 (Calanoida sp.)

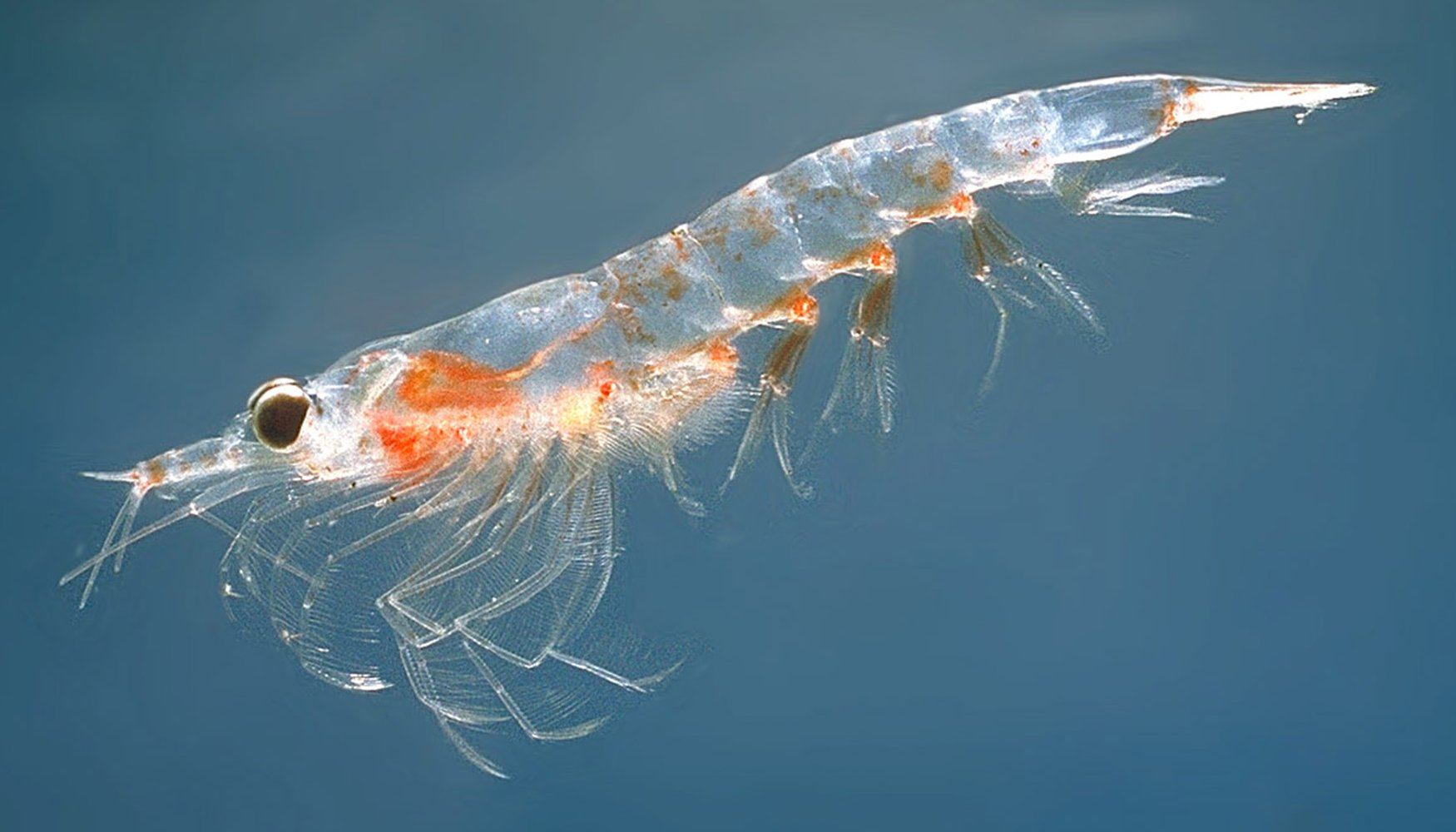
크릴 (Meganyctiphanes norvegica)

동물성 플랑크톤(영어: zooplankton)은 스스로 에너지를 합성하지 못하는 수생 갑각류를 총칭하는 말이다. 이들의 서식지는 해양, 호수, 강 등 다양하다. 광합성으로 에너지를 합성할 수 있는 식물성 플랑크톤과는 구별되며, 대부분은 육안으로 보기에는 너무 작다. 동물성 플랑크톤(zooplankton)이라는 이름은 그리스어의 '동물'을 뜻하는 zoon(ζῴον)과 '떠도는 것'이라는 의미의 planktos(πλαγκτος)가 합성되어 만들어졌다. 대부분의 동물성 플랑크톤은 너무 작아서 육안으로 구별하기 힘들다.
동물성 플랑크톤은 여러 수생생물에게 유용한 식량원이 되며, 일부는 인간에게 소비되기도 한다.

## 종류

### 혼합영양생물
혼합영양생물은 한쪽 끝의 완전한 독립 영양에서 다른 쪽 끝 종속 영양까지의 연속체에 단일 영양 모드를 갖는 대신, 다른 에너지원과 탄소원을 혼합시켜 이용할 수 있는 유기체이다.
혼합영양생물은 모든 미세 플랑크톤의 절반 이상을 차지하는 것으로 추정된다. 진핵생물의 혼합 영양소에는 두 가지 유형이 있는데, 자신의 엽록체를 가진 것과 내인성인 것으로, 도둑색소체(kleptoplasty)에 의해 또는 광영양세포 전체를 예속시키는 것에 의해 얻어지는 영양소이다.
많은 해양 미세 동물 플랑크톤은 혼합 영양 생물을 가지고 있으며 식물 플랑크톤으로 분류될 수 있다. 최근 해양 미세 동물 플랑크톤에 대한 연구에 따르면 섬모충의 존재량의 30~45%가 혼합 영양 플랑크톤이며, 아메바, 유공충, 방사성 바이오매스의 65%가 혼합 영양 플랑크톤인 것으로 나타났다.
식물플랑크톤과 동물플랑크톤의 구별은 종종 아주 작은 유기체에서 분해된다. 가능한 조합은 빛과 화학, 암석과 유기영양, 자신과 종속영양, 또는 이들의 다른 조합이다. 혼합 영양 생물은 진핵 생물이 될 수도 있고 원핵생물이 될 수도 있다. 이러한 플랑크톤은 다양한 환경조건을 이용할 수 있다.
| 광영양생물과 이종영양생물을 포함한 복합성 동물성 플랑크톤 - 2017년 stoecker의 논문을 기반으로 한 표 | 광영양생물과 이종영양생물을 포함한 복합성 동물성 플랑크톤 - 2017년 stoecker의 논문을 기반으로 한 표                        | 광영양생물과 이종영양생물을 포함한 복합성 동물성 플랑크톤 - 2017년 stoecker의 논문을 기반으로 한 표 | 광영양생물과 이종영양생물을 포함한 복합성 동물성 플랑크톤 - 2017년 stoecker의 논문을 기반으로 한 표 | 광영양생물과 이종영양생물을 포함한 복합성 동물성 플랑크톤 - 2017년 stoecker의 논문을 기반으로 한 표               | 광영양생물과 이종영양생물을 포함한 복합성 동물성 플랑크톤 - 2017년 stoecker의 논문을 기반으로 한 표 | 광영양생물과 이종영양생물을 포함한 복합성 동물성 플랑크톤 - 2017년 stoecker의 논문을 기반으로 한 표 |
| 분류 | 분류 | 예시                                                                                                | 예시                                                                                                | 더 넓은 범주의 예시                                                                                               | | |
| --- | --- | --------------------------------------------------------------------------------------------------- | --------------------------------------------------------------------------------------------------- | --- | --------------------------------------------------------------------------------------------------- | --------------------------------------------------------------------------------------------------- |
| 2016년 Mitra에 의해 2016년에 비구성 혼합 영양 생명체라 칭해졌다. 광영양생물 동물 플랑크톤: 미세동물 플랑크톤 또는 후생동물의 동물 플랑크톤은 엽록체의 유지.a 또는 조류 내부 공생생물의 유지를 통해 광합성을 얻는다. | | | | | | |
| Generalists | 엽록체와 많은 해조류들로부터 거의 다른 세포 소기관을 보유하고 있는 원생동물들                                              | | | 대부분의 색소체를 보유하는 소모섬모충류                                                                           | | |
| Specialists | 1. 엽록체, 때로는 한 조류종 혹은 매우 밀접한 관련이 있는 조류종으로부터 다른 세포 소기관을 보유한 원생동물                 | | Dinophsis acuminata (해양플랑크톤 종)                                                               | Dinophysis spp. Myrionecta rubra 혼합영양섬모류                                                                   | | |
| Specialists | 2. 하나의 해조류 혹은 이와 매우 밀접한 관련이 있는 조류종의 조류 내 공생을 하는 생물을 가진 원생동물. 또는 동물성 플랑크톤 | | Noctiluca scintillans 야광충                                                                        | 조류 내부 공생 생물을 가진 후생동물플랑크톤. 대부분 혼합 영양의 리자리아(Rhizaria) (방사극충강,다공낭충류 유공충) | | |
| a엽록체(또는 색소)보존 =격리=종속화. 또한 일부 부유물종들은 다른 세포 소기관과 먹이 세포질을 보유하고 있다. | | | | | | |

Phaeocystis 종은 아칸타리아 방산충의 내부공생생물이다. Phaeocystis는 전 세계 해양 식물 플랑크톤의 일부로 보이는 중요한 조류의 속이다. 자유 생활 세포에서부터 큰 집단에 이르기까지 다양한 수명주기가 있다. 부유 집단을 형성할 수 있으며, 수백 개의 세포가 게르 매트릭스에 내장되어 개화시 크기가 증가할 수 있다. 결과적으로, Phaeocystis는 해양의 탄소순환과 유황순환의 중요한 기여자이다.

혼합영양생물"Mixoplankton"
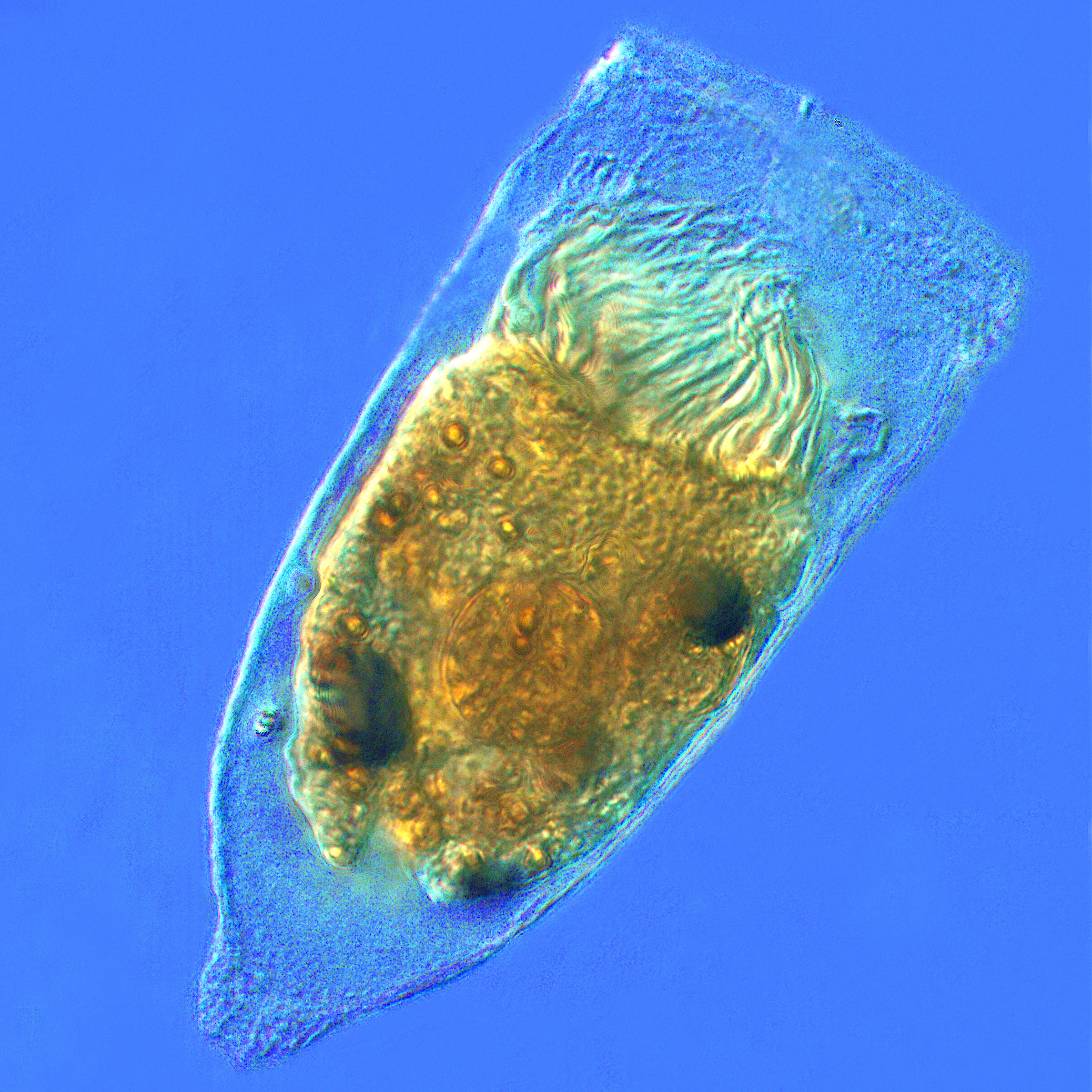
유종섬모류 섬모충류 Favella
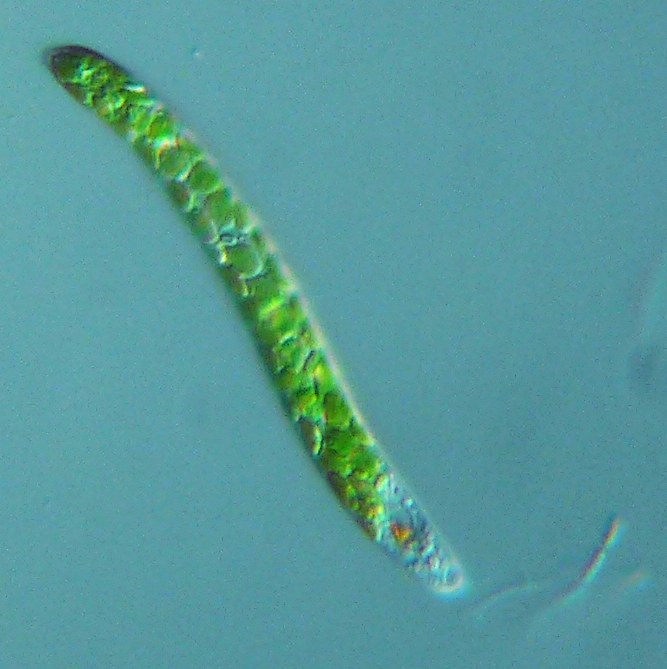
유글레나 부용,광합성의 편모충류
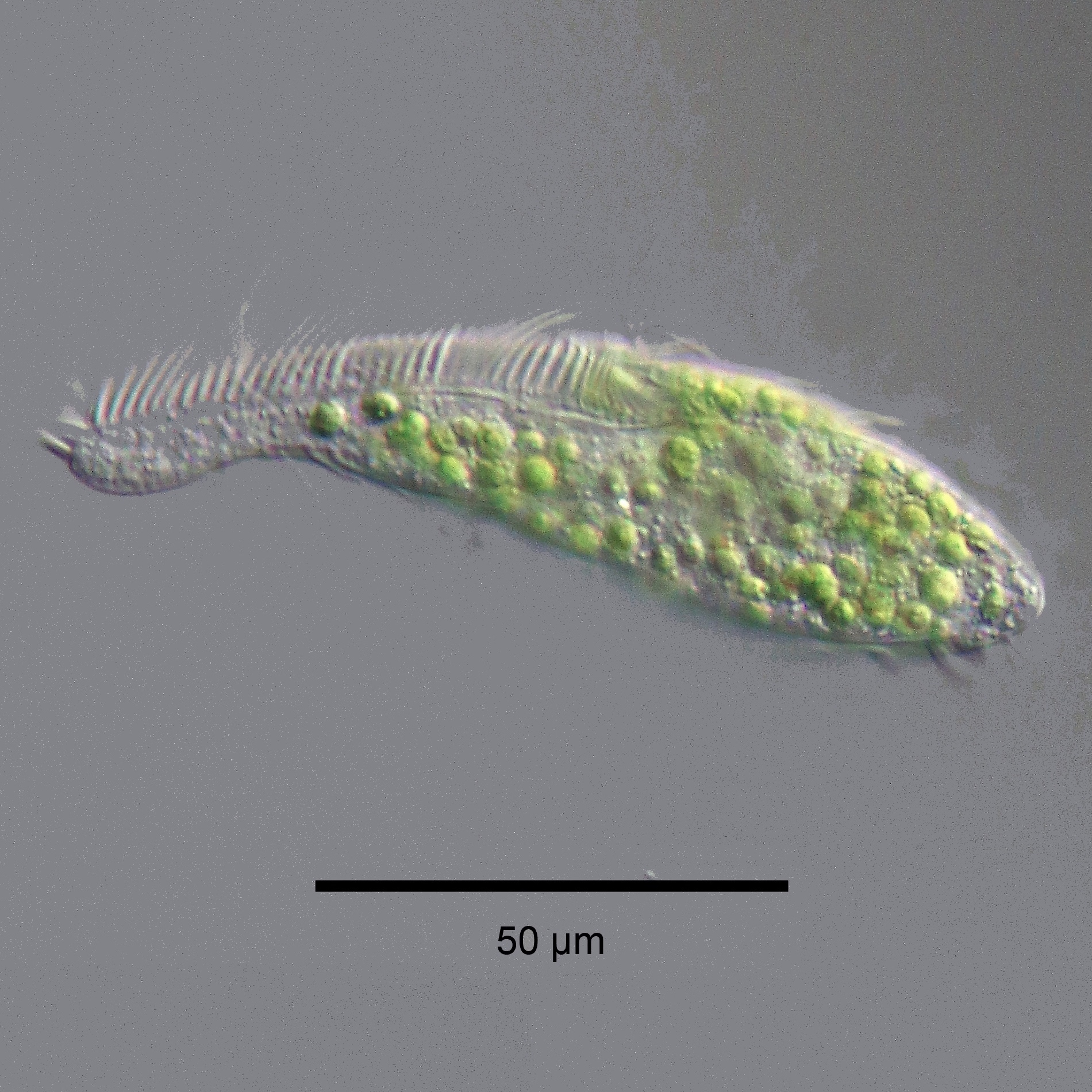
섬모류 중 Stichotricha secunda에 서식하는 동물클로렐라 (녹색)Stichotricha secunda
와편모충류 디노피시스속 Dinophysis acuta

몇몇 종류의 유공충은 혼합영양생물이다. 녹조류, 홍조류, 금조류, 규조류, 와편모충류 등 다양한 계통의 내생공생생물로서 단세포조류가 존재한다.
특히 영양가가 낮은 해양수에서는, 혼합 영양성이 높은 미생물이 일반적이다.
엽록체를 섭취 조류로부터 보관하고 유지시켜, 광합성을 실시하는 형태도 있다.
영양학적 기원으로인해 와편모충은 모든 곳에 분포한다. 일부 와편모충은 광합성을 하는 것으로 알려져 있지만, 이들 중 상당수가 사실상 광합성과 먹이 섭취를 결합하는 혼합형태(위축형태)이다.일부는 해양 동물과 원생 동물의 공생 종이며, 일부는 산호초 생물학에서 중요한 역할을 한다. 일부는 다른 원생 동물보다 먼저 서식하며 기생한다. 와류 편모충의 대부분은 교잡 영양에서 식물성 플랑크톤으로 분류되기도 한다. 독성 와편모충 Dinophys acuta는 먹이에서 엽록체를 얻는다. 이들은 스스로 은편모조류를 잡지 못하고, 대신 붉은 밀리오넥타와 루브라 같은 섬모충을 섭취하는 데 의존한다. 이 섬모충은 특정 은편모조류 식물군(Geminigera Plagioselmis Teleaulax)으로부터 엽록체를 차단한다.

### 원생동물
원생동물은 다른 미생물이나 유기 조직, 찌꺼기를 먹이로 삼는 원생생물이다. 역사적으로 원생동물은 “단세포 동물”로 간주되어왔다. 왜냐하면, 그들은 운동과 포식과 같은 동물과 같은 행동을 하고, 세포벽이 없기 때문이다. 비록 원생동물을 동물과 함께 분류하는 전통적인 관행은 더 이상 타당한 것으로 여겨지지 않지만, 이 용어는 독립적으로 움직이고 유기영양균을 먹이로 줄 수 있는 단세포 유기체를 정의하기 위해 계속 사용되고 있다.
해양 원생동물은 동물성 편모류, 유공충류, 방산충류, 와편모류 등이 있다.

#### 방산충류
방산충류는 보통 이산화규소로 만들어진 구멍이 난 정교한 구형 껍질로 둘러싸인 단세포 포식성의 원생생물이다. 방산충류를 뜻하는 Radiolarians는 라틴어 접두어 radius-(방사상의)에서 유래한 이름이다. 방산충류는 구멍을 통해 몸의 일부를 확장함으로써 먹이를 잡는다. 규조류의 이산화규소 껍질과 마찬가지로 방산충류가 죽을 때 방산충류의 껍질은 해저로 가라앉아 해양 침전물의 일부로 보존될 수 있다. 이것은 미화석으로, 과거의 해양 상황에 대한 귀중한 정보를 제공한다.

#### 유공충류
방산충류처럼, 유공충류도 단세포 포식성의 원생동물이며, 구멍이 있는 껍질로 보호된다. 유공충류를 뜻하는 Foraminiferans는 구멍, 통로를 뜻하는 라틴어 단어인 “forare, foramin”에서 유래되었다. 껍질은 보통 석회질로 만들어지지만, 때로는 응집된 침전물 입자나 키톤, 그리고 드물게 이산화규소로 만들어진다. 대부분의 유공충류는 물 밑바닥에서 생활하지만, 약 40여 종은 부유생활을 한다. 유공충류는 과학자들이 과거의 환경과 기후에 대해 많은 것을 추론할 수 있도록 잘 확립된 화석 기록으로 널리 연구되고 있다.

#### 와편모충류
와편모충류는 조류군의 일부이며, 약 2000여 종의 해양 생물로 단세포 편모조류문을 형성한다. 와편모류를 뜻하는 Dinoflagellates는 회전을 뜻하는 그리스어 “dinos”와 채찍을 뜻하는 라틴어 “flagellum”에서 유래되었다. 와편모충류는 이동에 사용되는 두 개의 채찍 모양의 편모를 가지고 있다. 대부분의 와편모충류는 적갈색의 섬유소 갑옷으로 보호된다. 다른 식물성 플랑크톤처럼, 와편모충류는 적절한 조건에서 번식하고 적조를 일으킬 수 있는 r-strategists이다. 진핵생물에 속하는 단세포생물인 엑스카바타는 가장 기초적인 편모충류의 혈통일 수 있다.
와편모충류는 종종 다른 생물들과 공생하며 산다. 많은 방산충류가 그들의 껍질에서 와편모충류의 공생을 수용한다. 방산충류는 와편모충류에게 암모늄과 이산화탄소를 제공하고, 와편모충류는 방산충류에게 사냥과 해로운 침입자에 대한 보호에 유용한 점막을 제공한다. 와편모류충와 방산충류의 공생은 다른 와편모충류와 유공충류의 공생과 독립적으로 진화했다는 DNA 분석의 증거가 있다.

### 후생동물

#### 요각류
요각류는 일반적으로 눈물방울 모양의 몸통을 가진 1~2mm길이의 갑각류이다. 모든 갑각류처럼 요각류의 몸은 머리, 가슴, 배의 세 부분으로 나뉘고 두 쌍의 더듬이가 있다. 종종 그 두 쌍의 더듬이 중 한 쌍은 길고 두드러진다. 요각류는 탄산칼슘으로 만들어진 단단한 외골격을 가지고 있고 보통 투명한 머리 중앙에 하나의 붉은 눈을 가지고 있다. 요각류는 현재 약 13,000종이 알려져 있으며, 이 중 10,200종이 해양에서 서식하는 종들이다. 그들은 동물성 플랑크톤의 집단에서 우월한 구성원들 중 하나이다.

#### 젤라틴 동물성 플랑크톤
젤라틴 동물성 플랑크톤은 연안에 있는 빗해파리들, 해파리들, 살프들, 모악동물들을 포함한다. 해파리는 이동이 느리고 해파리의 종 대부분은 플랑크톤의 일부를 형성한다. 전통적으로 해파리는 영양가가 없고 다른 유기체와 관련이 거의 없어서 바다거북과 같은 몇몇 포식자에게도 외면되어 왔고 해양 먹이그물에서도 그저 사소한 동물, 젤라틴 유기체로 여겨져 왔다. 하지만 최근에 이 견해들은 반박되고 있다. 해파리 및 살프와 빗해파리를 포함한 젤라틴 동물성 플랑크톤은 매우 다양하고 딱딱한 부분이 없어 깨지기 쉬우며 모니터링하기가 어렵고 급격한 개체 수 변화에 영향을 받는다. 또한 그들은 종종 해안에서 멀리 떨어져 있거나 바다 깊은 곳에서 불안에 떨며 살아간다. 해파리는 엄청난 대번식을 해서 참치, 창어, 황새치 뿐만 아니라 문어, 해삼, 게, 양피포드와 같은 다양한 조류와 무척추동물의 주식이라고 알려져 있다. 하지만 해파리는 먹었을 때 뭉개지고 빠르게 소화되기 때문에 과학자들이 포식자의 내장에서 해파리를 발견하고 분석하는 것은 어렵다. 2017년 연구에 따르면 강수모류는 중심해의 먹잇감을 가장 많이 섭취하며, 그 다음으로 관해파리, 빗해파리, 두족류를 섭취한다. 포식자들은 보통 더 많은 에너지를 가진 먹이를 먹고 산다. 하지만 해파리는 낮은 에너지 밀도에도 불구하고, 빠른 소화, 낮은 포획 비용, 가용성을 가지고 있기 때문에 포식자의 에너지 수지에 대한 해파리의 기여는 예상을 뛰어넘는다. 그리고 해양 포식자들이 해파리를 먹고 살면 플라스틱 섭취에 취약하게 만들 수 있다. 이른 바 ”젤리 웹“의 중요성은 이제야 이해되기 시작했지만 깊고 먼 바다의 먹이그물 에서는 해파리들, 빗해파리들, 관해파리들이 포식자 물고기들과 오징어와 비슷한 영향을 가진 중요한 포식자가 될 수 있을 것으로 보인다. 전통적으로 젤라틴 포식자들은 해양 영양 경로에서 비효과적인 제공자라고 생각되었다. 하지만 그들은 깊고 먼 바다의 먹이그물에서 필수적이고 상당한 역할을 하는 것으로 보인다.

## 생태
동물성 플랑크톤은 극소형의 원생동물과 대형 후생동물 모두를 포함하는 유기체의 크기에 걸친 폭넓은 분류이다. 이것은 전 생애를 플랑크톤의 상태로 있는 종생 부유생물(holoplankton) 유기체와 일부만 플랑크톤의 상태로 지내는 넥턴과 세실, 벤토스를 마치기 전까지의 임시 플랑크톤(meroplankton) 유기체를 포함하고 있다. 비록 대부분이 물의 흐름에 따라서 이동하지만, 많은 것들이 스스로 이동할 수 있는 추진력과 이것을 이용해 포식자를 피하거나 먹이를 잡을 수 있는 힘을 가지고 있다.

## 먹이사슬에서의 역할
먹이그물에서 플랑크톤의 위치
동물플랑크톤과 다른 동물들은 식물플랑크톤을 먹고, 다른 동물들은 이들 일차 소비자를 먹는다. 동물 플랑크톤의 생물량은 보통 식물플랑크톤의 생물량의 약 10%이다.
물고기인 고래상어나 포유류인 수염고래 등의 가장 큰 바다 동물은 큰 동물을 쫓아가서 공격하는 데 에너지를 쓰지 않는다. 그 대신 이 대형 동물은 물에서 동물플랑크톤을 모아 한꺼번에 많은 양을 먹는다. 이들이 먹는 플랑크톤은 일차 소비자가 아니라 다소 크기가 큰 이차 소비자이며, 보통 작은 일차 소비자를 먹는 크릴 같은 갑각류이다. 이렇게 해서 고래와 다른 큰 여과 섭식자는 긴 먹이사슬에서 필연적으로 생기는 에너지 손실을 줄여 먹이가 만들어지는 바닥 단계 가까운 곳에서 먹이를 잡아먹어 효율도 높고 먹이의 양도 많아서 유리하다.
먹이 그물과 생물학적 펌프 .
해양의 생물학적 펌프와 원양 먹이 그물 사이의 연결과 선박, 위성 및 자율 주행 차량에서 원격으로 이러한 구성 요소를 샘플링 할 수 있는 기능을 나타낸 자료. 연한 파란색 부분은 유광층이고, 더 어두운 푸른색 부분은 약광층을 나타낸다.

## 같이 보기
- 식물성 플랑크톤
- 플랑크톤